# Wayne Simien
Wayne Simien (Leavenworth, 9 de março de 1983) é um ex-jogador de basquete norte-americano que foi campeão da Temporada da NBA de 2005-06 jogando pelo Miami Heat.